# I'll Be Home for Christmas (filme)
I'll Be Home for Christmas (Brasil: Natal em Família / Portugal: Aprendiz de Pai Natal) é um filme de estrada estadunidense, do gênero comédia, dirigido por Arlene Sanford e produzido pela Walt Disney Pictures. O filme marca a estréia da diretora Arlene Sanford no cinema, cuja estreia se deu em 13 de Novembro de 1998.
O filme, conta a história de um estudante que resolve, na última hora, voltar para a casa dos seus pais durante o feriado de natal. Enquanto se mete em muitas confusões no caminho de casa, ele aprende uma série de lições sobre o significado da vida e da data.

## Enredo

Porsche vintage 1957, carro que o Sr. Wilkinson promete a Jake

Jake Wilkinson é um jovem estudante de faculdade, egocêntrico e malandro, e desde a morte da sua mãe não foi mais para sua casa, em Nova York. Poucos dias antes do Natal, seu pai promete lhe dar um Porsche vintage 1957, se ele chegar em casa às 18:00 em ponto para a ceia de véspera de Natal.
Desesperado para cumprir o trato com o seu pai e ganhar o maravilhoso carro, Jake se prepara para ir, no entanto, seus colegas por não conseguirem colar em um exame, onde ele devia passar as respostas, decidem deixá-lo no meio do deserto da Califórnia vestido de Papai Noel, com chapéu e a barba coladas no rosto, sem carteira, sem dinheiro e sem identificação. Enquanto ele fica preso no deserto, Eddie Taffet está dando uma carona para sua namorada Allie Henderson até Nova York.
No caminho para casa, ele se depara com alguns obstáculos, como o ladrão, Nolan, que está conduzindo mercadorias roubadas para o seu revendedor mais próximo de Nova York. Jake pega carona com ele, sem saber que ele é um ladrão. Um policial para eles por excesso de velocidade e começa a suspeitar deles, então Jake mente e diz que Nolan é seu duende e eles estão doando os bens para o hospital das crianças. O policial oferece para se juntarem a eles, já que ele está indo na mesma direção. No hospital, as crianças lembram Jake, Nolan, e o policial sobre a importância da família. Nolan decide voltar para o oeste, e reconquistar sua namorada. O policial, recém-separado de sua esposa, pede para Jake acompanhá-lo até Nebraska e ajudá-lo a reconquistar sua esposa. O policial e sua esposa compram uma passagem de ônibus para Nova York, em troca de Jake ajudá-los a compreender suas diferenças.
Enquanto isso, Allie e Eddie continuam a viagem para Nova York. Em vez de ficar no motel na estrada, Allie convence Eddie a passar a noite num hotel numa aldeia. A aldeia está comemorando os feriados, e uma repórter de televisão está transmitindo ao vivo. Eddie da um beijo roubado em Allie, Jake passa a assistir a este noticiário, e assim, testemunhar o beijo entre Allie e Eddie.
Jake quer parar nesta vila, o mais rapido possível mais o motorista do ônibus está determinado a manter o cronograma, até Nova York. Então ele desenvolve um esquema. Ele pega um pedaço de carne do sanduíche de um passageiro, e escreve o nome de uma menina e o endereço do hospital, e convence o ônibus inteiro que tem um fígado que precisa ser entregue a uma menina no hospital na Aldeia da Baviera. Os passageiros do ônibus convencem o motorista a desviar e parar na aldeia bávara. Jake encontra a aldeia, e localiza Allie e Eddie. Jake e Allie eventualmente fazem as pazes, até que Jake deixa escapar que ele quereria ir para Nova York para pegar carro de seu pai. Chateada que Jake tinha ido até lá para pegar o carro e não a si mesma, Allie pega o lugar de Jake no ônibus.
Então Jake pega uma carona com Eddie, no caminho Jake diz a Eddie que ele irá voltar para casa, reconquistar Allie, e pegar o carro. Eddie, não gostando da ideia, expulsa Jake do carro alegando que não pode ajudar um cara a ter um carro melhor que o dele. Ele expulsa Jake, em algum lugar perto de Madison, Wisconsin. Até que Jake decide entrar para uma corrida de Papai Noel por uma chance de ganhar um prêmio de US$ 1000, então ele pode comprar um bilhete de avião para New York. Eddie vai preso depois de ter sido rude com os policiais, que estavam vestidos como árvores de Natal. Ao se registrar para a corrida, Jake conhece um homem agradável, Jeff Wilson, que paga sua entrada na corrida. Jake ganha o prêmio, mas em seu caminho para o aeroporto, o taxista informa que Jeff Wilson é o prefeito da cidade. Prefeito Jeff Wilson geralmente ganha a corrida a cada ano, e usa o dinheiro do prêmio para comprar perus para os necessitados. Jake se sente mal e pede ao motorista do táxi para voltar e deixa o dinheiro na caixa do correio do prefeito. Jake liga para sua irmã, e ela compra um bilhete de avião para Jake, A companhia aérea se recusa a permitir que Jake voe a bordo porque ele não tinha nenhuma identificação. Então Jake arruma um lugar no avião de carga junto com um cachorro. Quando ele chega em Nova York, ele pede desculpas a Allie, e eles fazem as pazes. Jake e Allie vão até a casa da família de Jake, e chegam as 5:59. Jake intencionalmente aguarda até depois das 18:00 para entrar em casa, para que ele não chegue a hora de pegar o Porsche. Quando seu pai oferece-lhe a Porsche, Jake explica que ele chegou alguns minutos atrasados, Jake ainda se recusa, insistindo que eles ainda tem tempo para consertá-la como pai e filho.

## Elenco
Personagens principais
- Jonathan Taylor Thomas interpreta Jake Wilkinson, um estudante de faculdade egocêntrico, malandro e perito em mentiras. Ele está a fim de voltar para a casa dos seus pais, para que ele possa pegar o carro, que parece mais importante para ele do que sua namorada. Até ele aprender uma série de lições sobre o significado da vida e da data.[5]
- Jessica Biel interpreta Allie Henderson, a namorada de Jake, que muitas vezes perde a paciência com ele, até se entenderem no final.[5]
- Adam LaVorgna interpreta Eddie Taffet, o inimigo de Jake, estuda na mesma escola que ele, e faz de tudo para atrapalhar.
- Gary Cole interpreta o Sr. Wilkinson, o pai.
- Eve Bennett-Gordon interpreta a mãe de Jake, Carolyn Wilkinson.
- Lauren Maltby interpreta Tracey Wilkinson, a irmã ranzinza e ciumenta.
- Andrew Lauer interpreta Nolan, um ladrão que conduz mercadorias roubadas.
- Sean O'Bryan interpreta o policial Max, um policial, recém-separado que pede para Jake acompanhá-lo até Nebraska e ajudá-lo a reconquistar sua esposa.

Personagens menores
- Lesley Boone interpreta Marjorie
- Amzie Strickland interpreta Tom Tom Girl Mary
- Natalie Barish interpreta Tom Tom Girl Darlene
- Kathleen Freeman interpreta Tom Girl Gloria
- Ian Robison interpreta Jeff Wilson
- Celia Kushner interpreta Tom Tom Girl Mama

## Lançamento e repercussão
Assim como varia de título entre Brasil e Portugal, o filme recebeu diversos nomes em volta do mundo; os principais títulos, foram:
- Em espanhol: Estaré en casa para navidad (em alguns países latino-americanos como Argentina, Chile, Colômbia, Peru e Uruguai); Vuelve a casa por Navidad, si puedes... (Espanha);
- Na Europa: em alemão, Eine wüste Bescherung; em turco, Yilbasinda evdeyim; em francês, Sacré Père Noël; em Sueco, Vi ses till jul; em italiano, A casa per natale; em Grego, Oikogeneiaka Hristougenna;

As aventuras de Jake Wilkinson tiveram as seguintes datas de estreia:
- 1998: Alemanha (10 de dezembro); Austria (4 de dezembro); Turquia (25 de dezembro); Austrália (10 de dezembro); Dinamarca (11 de dezembro); Países Baixos (17 de dezembro); Bélgica (23 de dezembro); Espanha (1 de dezembro); Nova Zelândia (10 de dezembro); Islândia (11 de dezembro).
- 1999: Hungria (11 de novembro); Argentina (14 de dezembro).

### Bilheteria
A estreia do filme nos Estados Unidos se deu em 13 de Novembro de 1998 e alcançou o sexto lugar na bilheteria daquele final de semana, com US$3,898,293 e passou a ganhar 12 milhões dólares nas bilheterias dos EUA.